# Arrondissement Vienne
Vienne is een arrondissement van het Franse departement Isère in de regio Auvergne-Rhône-Alpes. De onderprefectuur (hoofdstad) is Vienne. Het arrondissement telt 212.383 inwoners (2016).

## Kantons
Het arrondissement bestond tot 2015 uit de volgende kantons:
- Kanton Beaurepaire
- Kanton La Côte-Saint-André
- Kanton Heyrieux
- Kanton Pont-de-Chéruy
- Kanton Roussillon
- Kanton Saint-Jean-de-Bournay
- Kanton Vienne-Nord
- Kanton Vienne-Sud

In mei 2013 werd een wetsvoorstel aangenomen die het aantal kantons drastisch reduceerde van 4032 tot 2052. Deze nieuwe indeling trad in werking vanaf de departementsverkiezingen in maart 2015. Naast de drastische vermindering van het aantal kantons, werd bij de indeling niet meer gekeken naar de grenzen van de arrondissementen. Dit houdt in dat één kanton in meerdere arrondissementen kan liggen. Na deze herindeling bestaat Vienne uit (delen van) de volgende kantons:
- Kanton Bièvre
- Kanton L'Isle-d'Abeau
- Kanton Roussillon
- Kanton La Verpillière
- Kanton Vienne-1
- Kanton Vienne-2

## Gemeentelijke indeling
Het arrondissement Vienne bestaat uit de 113 gemeenten in onderstaand overzicht:
1. Agnin
2. Anjou
3. Artas
4. Assieu
5. Auberives-sur-Varèze
6. Beaufort
7. Beaurepaire
8. Beauvoir-de-Marc
9. Bellegarde-Poussieu
10. Bossieu
11. Bougé-Chambalud
12. Bressieux
13. Brézins
14. Brion
15. Chalon
16. Champier
17. Chanas
18. La Chapelle-de-Surieu
19. Charantonnay
20. Chasse-sur-Rhône
21. Châtenay
22. Châtonnay
23. Cheyssieu
24. Chonas-l'Amballan
25. Chuzelles
26. Clonas-sur-Varèze
27. La Côte-Saint-André
28. Les Côtes-d'Arey
29. Cour-et-Buis
30. Culin
31. Diémoz
32. Estrablin
33. Eyzin-Pinet
34. Faramans
35. La Forteresse
36. La Frette
37. Gillonnay
38. Grenay
39. Heyrieux
40. Jarcieu
41. Jardin
42. Lentiol
43. Lieudieu
44. Longechenal
45. Luzinay
46. Marcilloles
47. Marcollin
48. Marnans
49. Meyrieu-les-Étangs
50. Meyssiez
51. Moidieu-Détourbe
52. Moissieu-sur-Dolon
53. Monsteroux-Milieu
54. Montfalcon
55. Montseveroux
56. Mottier
57. Ornacieux-Balbins
58. Oytier-Saint-Oblas
59. Pact
60. Pajay
61. Le Péage-de-Roussillon
62. Penol
63. Pisieu
64. Plan
65. Pommier-de-Beaurepaire
66. Pont-Évêque
67. Primarette
68. Revel-Tourdan
69. Reventin-Vaugris
70. Les Roches-de-Condrieu
71. Roussillon
72. Royas
73. Roybon
74. Sablons
75. Saint-Agnin-sur-Bion
76. Saint-Alban-du-Rhône
77. Sainte-Anne-sur-Gervonde
78. Saint-Barthélemy
79. Saint-Clair-du-Rhône
80. Saint-Clair-sur-Galaure
81. Saint-Étienne-de-Saint-Geoirs
82. Saint-Geoirs
83. Saint-Georges-d'Espéranche
84. Saint-Hilaire-de-la-Côte
85. Saint-Jean-de-Bournay
86. Saint-Julien-de-l'Herms
87. Saint-Just-Chaleyssin
88. Saint-Maurice-l'Exil
89. Saint-Michel-de-Saint-Geoirs
90. Saint-Paul-d'Izeaux
91. Saint-Pierre-de-Bressieux
92. Saint-Prim
93. Saint-Romain-de-Surieu
94. Saint-Siméon-de-Bressieux
95. Saint-Sorlin-de-Vienne
96. Salaise-sur-Sanne
97. Sardieu
98. Savas-Mépin
99. Porte-des-Bonnevaux
100. Septème
101. Serpaize
102. Seyssuel
103. Sillans
104. Sonnay
105. Thodure
106. Tramolé
107. Valencin
108. Vernioz
109. Vienne
110. Villeneuve-de-Marc
111. Ville-sous-Anjou
112. Villette-de-Vienne
113. Viriville